# Doina annulata
Doina annulata är en fjärilsart som beskrevs av John Frederick Gates Clarke 1978. Doina annulata ingår i släktet Doina och familjen Praktmalar. Inga underarter finns listade i Catalogue of Life.